# ناناوا (أسطورة)

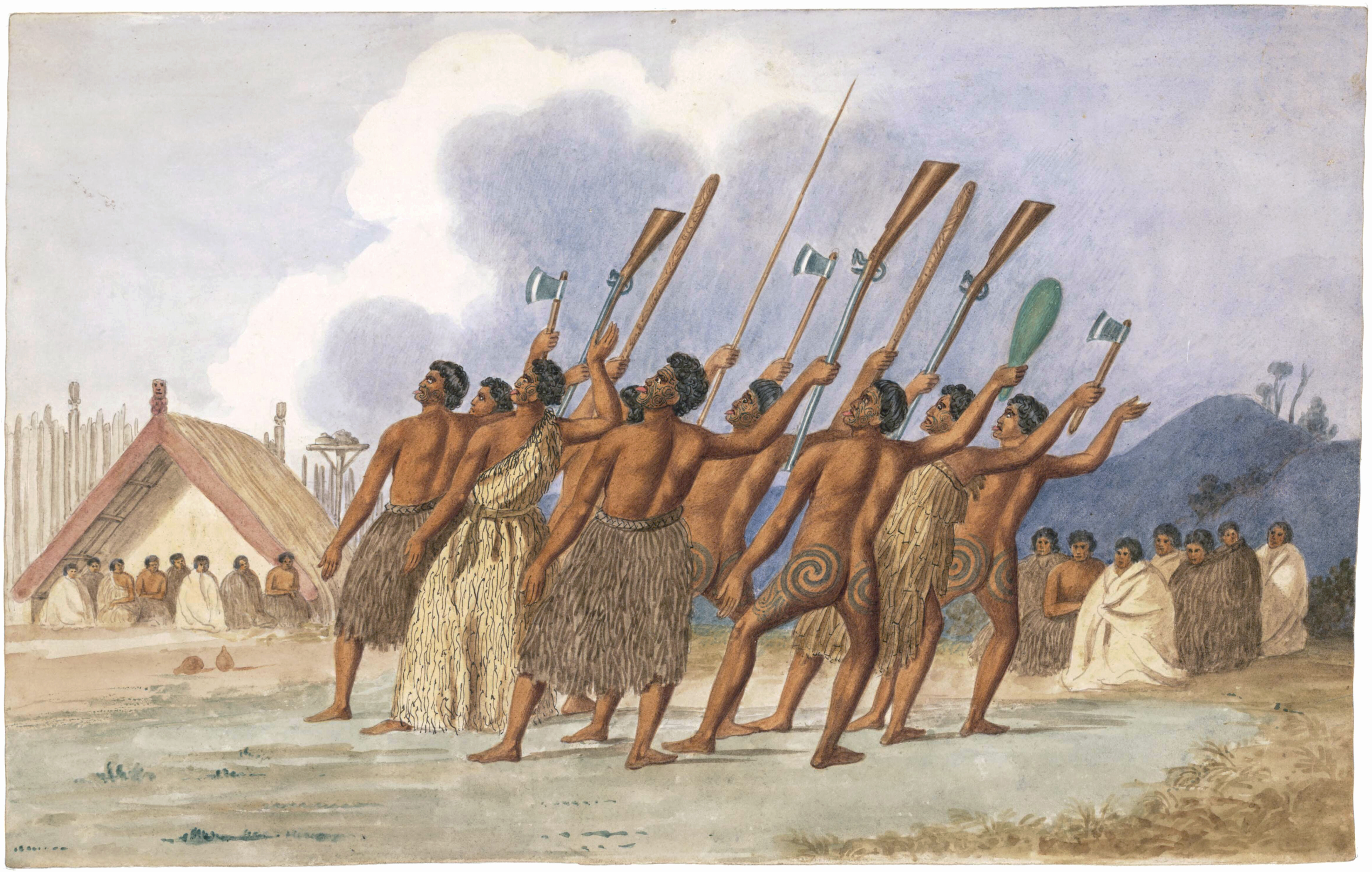
ناناوا

ناناوا (بالإنجليزية: Nganaoa)‏ بطل في الأساطير الماورية. صرع ثلاثة وحوش بحرية فوجد في بطن واحد منها أباه تايري الذي أمضى طويلا يبحث عنه وكذلك عثر على أمه. كانا ما يزالان على قيد الحياة فتمكنا من الخروج من جوف الوحش.